# 陈景河
陈景河（1957年10月11日—）出生于福建省龙岩市，紫金礦業創始人，现任黨委書記，低品位难处理黄金资源综合利用国家重点实验室主任。

## 生平概要
1977年考入福州大学地质专业，1982年毕业分配到福建省闽西地支大队，工作并负责紫金山金矿项目。1992年辭去福建省地質局的工作，申請加入位於紫金山金礦的上杭縣礦產公司（紫金礦業前身）任職總經理。2017年8月13日，陈景河當選為福建省總商會副會長。2020年當選紫金礦業第八屆董事長。

## 個人生活
第一任妻子赖金莲於1982年結婚，赖金莲2019年1月23日因肺腺癌逝世。第二任妻子錢冰於2020年結婚。